# Joan Manuel Balielles
Joan Manuel Baliellas (Barcelona, 1964) és un fotògraf català. Les seves fotografies han estat publicades a The New York Times, Washington Post, Times, The Telegraph, Paris Match i Le Monde, entre d'altres. L'any 2007 va rebre el Premi Ciutat de Barcelona en l'apartat de Premsa. Amb gairebé 18 anys va començar a treballar com a ‘botones' anant a buscar entrepans i repartint teletips a El Periódico de Catalunya,  a on va publicar les seves primeres fotografies. Després va treballar al diari esportiu Record i el Diari de Barcelona. L'any 1993 va començar a col·laborar a El Mundo, a on va exercir d'editor i cap de fotografia entre 1996 i 2011, quan va decidir marxar a viure a Bangkok. Al continent asiàtic va treballar per l'agència AFP (France-Presse). L'any 2013 va tornar a Barcelona. Col·labora amb AP (Associated Press), El Mundo i NurPhoto entre d'altres.